# Mansriggs
Mansriggs – osada i civil parish w Anglii, w Kumbrii, w dystrykcie (unitary authority) Westmorland and Furness. W 2001 roku civil parish liczyła 42 mieszkańców. Leży 75,2 km na południe od miasta Carlisle.